# 浦口大学城

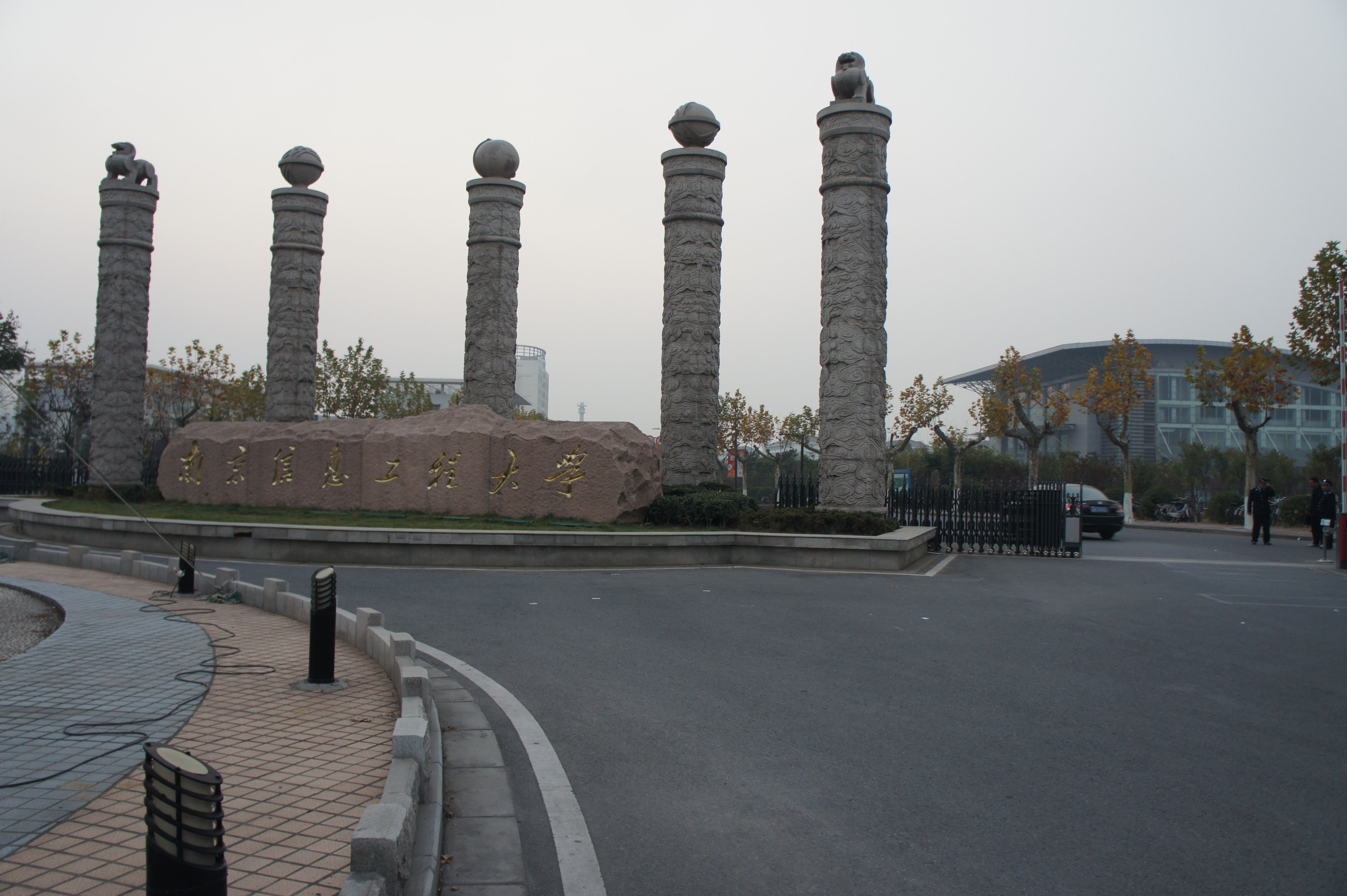
南京信息工程大学

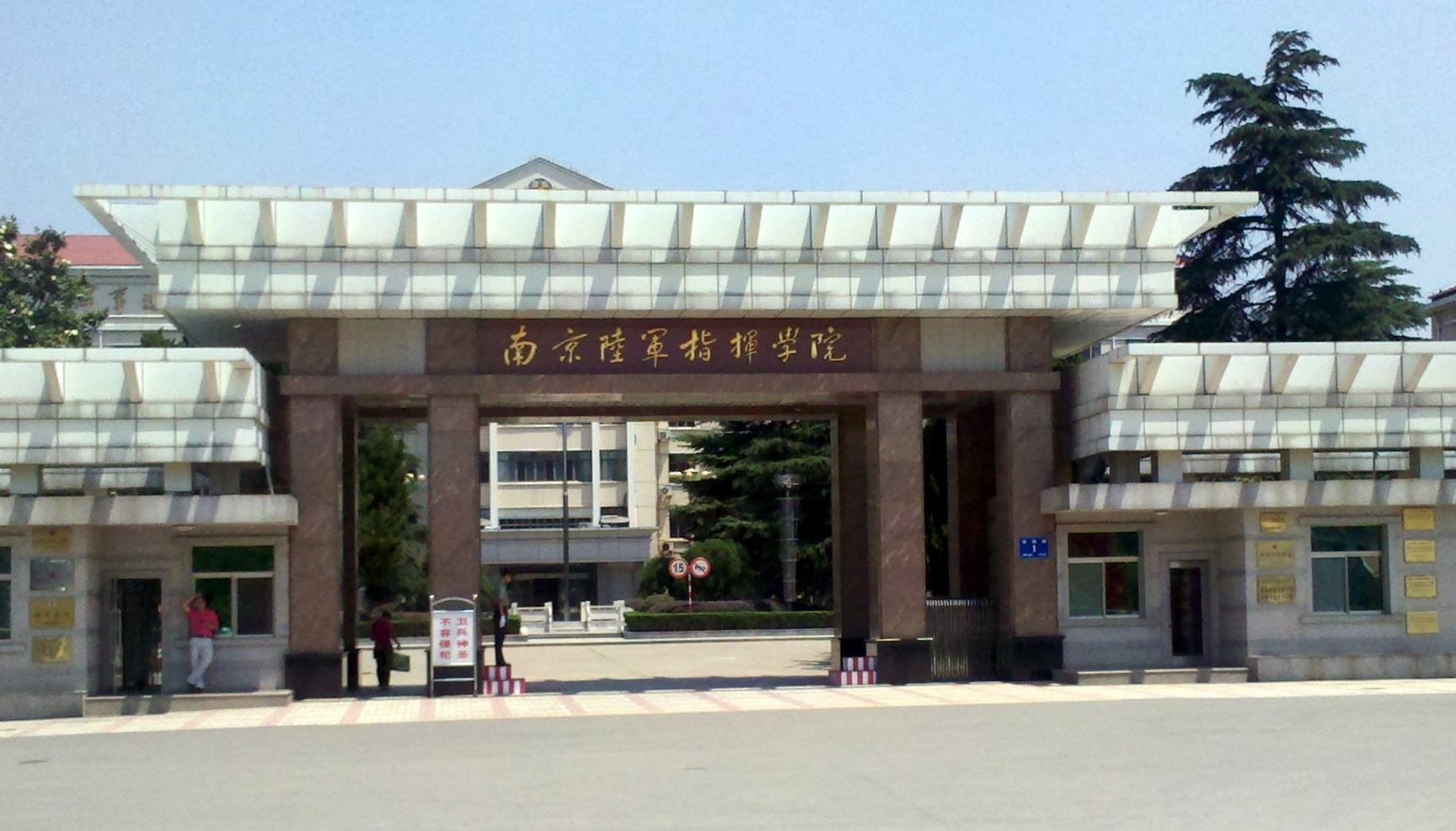
陆军指挥学院

浦口大学城位于南京市浦口区，1988年9月成立，是南京最早建设的大学城。早期的浦口大学城指由位于泰山街道的南京农业大学浦口校区与位于南京高新技术产业开发区的南京大学浦口校区、东南大学浦口校区、南京信息工程大学所构成的区域。随着其他高校的兴建与搬迁，现时的浦口大学城是指位于江北新区及江浦街道内的所有高校。
浦口大学城在长期的开发过程中，一直没有统一的建设和管理部门，故各个学校的分布也较为零散。

## 入駐学校
| 院校-校區名稱                  | 性質                       | 地址                |
| ------------------------------ | -------------------------- | ------------------- |
| 南京大学（浦口校区）           | 雙一流（一流大学建設高校） | 学府路8号           |
| 东南大学（江北校区）           | 雙一流（一流大学建設高校） | 东大路2号           |
| 南京信息工程大學               | 雙一流（一流學科建設高校） | 宁六路219号         |
| 南京農業大學（浦口校区）       | 雙一流（一流學科建設高校） | 点将台路40号        |
| 南京農業大學（滨江校区）       | 雙一流（一流學科建設高校） | 滨江大道666号       |
| 南京航空航天大學（扬子江校区） | 雙一流（一流學科建設高校） | 横江大道            |
| 南京工業大學                   | 省部共建高校               | 浦珠南路30号        |
| 南京審計大學                   | 省部共建高校               | 雨山西路86号        |
| 南京鐵道職業技術學院           | 高等职业技术学院           | 珍珠南路65号        |
| 南京科技職業學院               | 高等职业技术学院           | 江北新区葛关路625号 |
| 江苏卫生健康職業學院           | 高等职业技术学院           | 黄山岭路69号        |
| 江蘇警官學院                   | 省属公安本科大学           | 石佛寺三宫48号      |
| 東南大學成賢學院               | 独立学院                   | 東大路6號           |
| 陆军指挥学院                   | 军事院校                   | 龙泰路              |